# Echis pyramidum
Echis pyramidum är en ormart som beskrevs av Geoffroy Saint-Hilaire 1827. Echis pyramidum ingår i släktet Echis och familjen huggormar. IUCN kategoriserar arten globalt som livskraftig.
Arten förekommer i nordöstra Afrika från Libyen och Egypten till Uganda och Kenya. Kanske finns en population på Arabiska halvön. Echis pyramidum vistas i låglandet och i bergstrakter upp till 1000 meter över havet. Ormen lever i torra och halvtorra områden med ett täcke av gräs eller med glest fördelad växtlighet. Den besöker gärna oaser, odlingsmark och trädgårdar.
Ofta övervintrar flera individer tillsammans i ett gömställe. Honor lägger ägg.
Flera exemplar fångas och hölls som terrariedjur.

## Underarter
Arten delas in i följande underarter:
- E. p. pyramidum
- E. p. aliaborri
- E. p. leakeyi
- E. p. lucidus